# Наші сучасні дівчата
Наші сучасні дівчата (англ. Our Modern Maidens) — американська комедійна драма режисера Джека Конуея 1929 року.

## Сюжет
Багата спадкоємиця Біллі Браун збирається вийти заміж після закінчення школи за свого давнього коханого Гіла Джордана, початківця-дипломата. Випадкова зустріч у поїзді з високопоставленим дипломатом Гленном Ебботом допомагає Біллі влаштувати свого друга в паризьке посольство. Але одночасно між Гленом і Біллі з'являється відчуття, набагато більше, ніж дружба. У свою чергу недосвідчена подруга Біллі — Кентуккі сумирно любить Гіла Джордана.

## У ролях
- Джоан Кроуфорд — Біллі Браун
- Род Ла Рок — Гленн Еббот
- Дуглас Фербенкс молодший — Гіл Джордан
- Аніта Пейдж — Кентуккі Страффорд
- Жозефін Данн — Джинджер
- Едвард Дж. Наджент — Редж
- Альберт Грен — Б. Бікерінг Браун
- Едвіна Бут
- Ерл МакКарті